# Euro Hockey Club Cup 2018
De Euro Hockey Club Cup (EHCC) 2018 is de 45ste editie en werd gehouden van 17 mei tot en met 20 mei op het terrein van Surbiton HC. Deze locatie maakte de Europese Hockey Federatie bekend op 3 oktober 2017.. Aan het toernooi doen acht teams uit zes verschillende landen mee. De titelhouder is HC 's-Hertogenbosch, dat het kampioenschap al 15 keer wist te winnen.

## Geplaatste teams
| Team                    |
| ----------------------- |
| HC 's-Hertogenbosch     |
| Amsterdam H&BC          |
| Surbiton HC             |
| Mannheimer HC           |
| UHC Hamburg             |
| Club de Campo de Madrid |
| UCD Ladies HC           |
| HC Victorya Smolevichi  |

## Kwartfinales
| 17 mei 2018 12:15 UTC+1 |                  |              |                                                      |
| Mannheimer HC           | 0:1 (0:1)        | UHC Hamburg  | Scheidsrechters: Fanneke Alkemade Anne van den Bosch |
|                         | Wedstrijdverslag | 11' Hoffmann | Scheidsrechters: Fanneke Alkemade Anne van den Bosch |

| 17 mei 2018 14:30 UTC+1                                             |                  |               |                                               |
| Amsterdam H&BC                                                      | 8:0 (4:0)        | UCD Ladies HC | Scheidsrechters: Gabriele Schmitz Ivona Makar |
| Jonker 1', 49' Müller 9 (sc)' Vega 18', 33 (sc)', 50' Verschoor 57' | Wedstrijdverslag |               | Scheidsrechters: Gabriele Schmitz Ivona Makar |

| 17 mei 2018 16:45 UTC+1                                               |                  |                        |                                               |
| HC 's-Hertogenbosch                                                   | 5:0 (4:0)        | HC Victorya Smolevichi | Scheidsrechters: Hannah Harrison Alison Keogh |
| Van den Assem 21' Keetels 23' Krekelaar 24' Van Geffen 28' Hulsen 37' | Wedstrijdverslag |                        | Scheidsrechters: Hannah Harrison Alison Keogh |

| 17 mei 2018 19:00 UTC+1                  |                  |             |                                                |
| Club de Campo de Madrid                  | 2:0 (1:0)        | Surbiton HC | Scheidsrechters: Kim Jung-Hee Michelle Meister |
| Abajo Saenz de Tejada 10' Grote 58 (sc)' | Wedstrijdverslag |             | Scheidsrechters: Kim Jung-Hee Michelle Meister |

## 8ste tot en met 5de plaats

### Kruiswedstrijden
| 18 mei 2018 16:45 UTC+1 |                  |                     |                                                     |
| UCD Ladies HC           | 1:2 (1:1)        | Mannheimer HC       | Scheidsrechters: Anne van den Bosch Hannah Harrison |
| Clarke 21'              | Wedstrijdverslag | 23' Förter 54' Pohl | Scheidsrechters: Anne van den Bosch Hannah Harrison |

| 18 mei 2018 19:00 UTC+1   |                  |                         |                                                    |
| HC Victorya Smolevichi    | 2:2 (1:1)        | Surbiton HC             | Scheidsrechters: Fanneke Alkemade Gabriele Schmitz |
| Litasava 19' Khmylova 58' | Wedstrijdverslag | 4 (sc)' Twigg 43' Payne | Scheidsrechters: Fanneke Alkemade Gabriele Schmitz |
| Shoot-out                 |                  |                         | Scheidsrechters: Fanneke Alkemade Gabriele Schmitz |
|                           | 3:2              |                         | Scheidsrechters: Fanneke Alkemade Gabriele Schmitz |

### 7de/8ste plaats
| 20 mei 2018 09:30 UTC+1 |                  |                                                         |                                                      |
| UCD Ladies HC           | 0:4 (0:0)        | Surbiton HC                                             | Scheidsrechters: Gabriele Schmitz Anne van den Bosch |
|                         | Wedstrijdverslag | 35 (sc)' Ansley 39 (sc)' Twigg 56' Martin 60' Middleton | Scheidsrechters: Gabriele Schmitz Anne van den Bosch |

### 5de/6de plaats
| 20 mei 2018 11:45 UTC+1                                                  |                  |                        |                                               |
| Mannheimer HC                                                            | 7:0 (5:0)        | HC Victorya Smolevichi | Scheidsrechters: Fanneke Alkemade Ivona Makar |
| Lorenz 6' Nobis 14' Haase 14' Lyer 23', 26' Willig 43' Magaz Medrano 44' | Wedstrijdverslag |                        | Scheidsrechters: Fanneke Alkemade Ivona Makar |

## Halve finales
| 19 mei 2018 12:00 UTC+1                       |                  |                                                    |                                            |
| Amsterdam H&BC                                | 1:1 (0:1)        | UHC Hamburg                                        | Scheidsrechters: Alison Keogh Kim Jung-Hee |
| Vega 51'                                      | Wedstrijdverslag | 13' Van Bodegom                                    | Scheidsrechters: Alison Keogh Kim Jung-Hee |
| Shoot-out                                     |                  |                                                    | Scheidsrechters: Alison Keogh Kim Jung-Hee |
| Verschoor Veen Stam De Goede Albers Verschoor | 4:5              | Müller-Wieland Seifert Mävers Teschke Frank Mävers | Scheidsrechters: Alison Keogh Kim Jung-Hee |

| 19 mei 2018 14:15 UTC+1                         |                  |                         |                                               |
| HC 's-Hertogenbosch                             | 3:1 (1:0)        | Club de Campo de Madrid | Scheidsrechters: Ivona Maker Michelle Meister |
| Hulsen 6' Van den Assem 38 (sb)' Verbruggen 43' | Wedstrijdverslag | 41 (sb)' Grote          | Scheidsrechters: Ivona Maker Michelle Meister |

### Troostfinale
| 20 mei 2018 14:00 UTC+1 |                  |                                 |                                                   |
| Amsterdam H&BC          | 1:2 (1:2)        | Club de Campo de Madrid         | Scheidsrechters: Michelle Meister Hannah Harrison |
| Jonker 17'              | Wedstrijdverslag | 5 (sc)' Grote 28' Perez Lagunas | Scheidsrechters: Michelle Meister Hannah Harrison |

## Finale
| 20 mei 2018 16:15 UTC+1 |                  |                            |                                            |
| UHC Hamburg             | 1:2 (0:0)        | HC 's-Hertogenbosch        | Scheidsrechters: Kim Jung-Hee Alison Keogh |
| Frank 51'               | Wedstrijdverslag | 45' Matla 59' Van der Plas | Scheidsrechters: Kim Jung-Hee Alison Keogh |

## Kampioen
| EuroHockey Club Cup 2018 (Europacup I 2018) |
| ------------------------------------------- |
| Hockeyclub 's-Hertogenbosch 16de titel      |